# Legislador
Un legislador és una persona o un òrgan del qual emanen les lleis. Dependrà de la constitució de cada estat l'assignació del poder legislatiu a un o altre òrgan o persona.
Poden ser legisladors més d'una persona o òrgan al mateix temps, compartint aquesta labor. En aqueix cas, serà necessari que d'alguna forma s'establisca la competència o jerarquia mitjançant la qual es regeixen ambdós òrgans, amb la finalitat d'evitar enfrontaments en el cas de decisions contraposades.
Moltes constitucions modernes, seguint el model de la Constitució dels Estats Units, estableixen un congrés o assemblea legislativa bicameral (açò és: composta de dues cambres, com un senat i una cambra de representants o de diputats). En molts altres països, al contrari, hi ha una sistema unicameral, amb un únic parlament amb funcions legislatius.

## Separació de poders
Segons la teoria de separació de poders de l'estat, els membres del poder legislatiu han de ser diferents dels membres del poder executiu i poder judicial, si bé això dependrà finalment de l'organització establerta en la Constitució vigent.
La ingerència d'altres organismes aliens al poder legislatiu en la generació de lleis varia entre sistemes de govern. Per exemple, a Xile el President de la República té una funció de colegislador, existint una sèrie de matèries de llei en les quals solament el president pot tenir la iniciativa.
En altres ordenaments jurídics, la separació de poders no està clara. Un cas emblemàtic és el de la Unió Europea, on no existeixen òrgans independents per a fer-se càrrec de cadascun dels tres poders, sinó que el Consell, la Comissió i el Parlament comparteixen les diferents funcions dels poders executiu i legislatiu d'una forma molt més complexa.

## Dades històriques
Un dels primeres legislacions de les quals tenim notícies va ser la de Hammurabi, sisè rei de Babilònia famós pel seu codi de lleis conegut com el codi de Hammurabi, el qual donava una sèrie de regles i els càstigs que patirien els infractors d'aquelles regles.
Sovint és difícil diferenciar entre la generació de lleis i la generació de manaments religiosos. Algunes societats accepten com a Llei els manaments de la seva religió majoritària, reconeguda com a font del dret a través del costum. Així, per exemple, entre els antics israelites la llei que els governava era la recollida en els seus escrits religiosos.